# Josep Tobella i Galceran
Josep Tobella i Galceran (Olesa de Montserrat, 1897 - Ullastrell, 1936) fou un farmacèutic, polític i artista català, director artístic de la Passió d'Olesa de Montserrat durant la dècada de 1930.

## Biografia

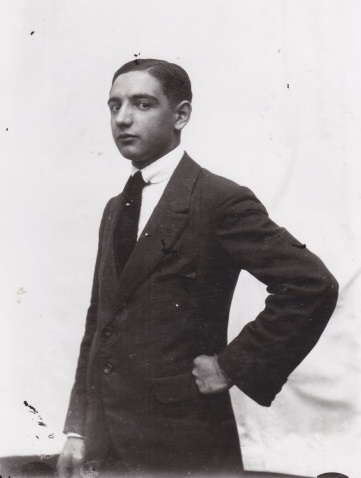
Josep Tobella als 18 anys

Era fill de Ricard Tobella Valls (1868-1942), farmacèutic, i de Maria Àngela Galceran Matas (1872-1942). Els seus pares eren nascuts a Olesa de Montserrat. Com el seu pare, Josep Tobella Galceran seguí la carrera de farmàcia, però es destacà per les seves activitats artístiques, periodístiques i polítiques com a militant tradicionalista.
S'interessà per la història i cultura del seu poble. L'any 1931 publicà a L'Abella d'Or un article sobre els orígens històrics, geogràfics i teatrals d'Olesa. Com a col·laborador de l'Orfeó Català, dirigia la secció d'infants en els concerts de l'Orfeó Montserrat d'Olesa, que actuava amb motiu de la Festa major.

### La Passió d'Olesa de Montserrat
Durant tots els segles de representacions al carrer i en els primers anys de representacions als teatres, no es pot dir que l'espectacle de la Passió d'Olesa de Montserrat tingués una escenografia pròpia, sinó que s'usaven les mateixes decoracions que servien per a qualsevol obra que es portés a l'escenari. Josep Tobella va ser qui va començar a tractar l'escenografia com un element important de l'espectacle, que calia posar a l'alçada de la resta. Els socis del Círcol Tradicionalista olesà portaven el pes i direcció de la representació de la Passió. Josep Tobella n'era membre i dirigia la companyia teatral «Teatre d'Art», que actuava al Círcol Tradicionalista. Ell mateix pintava els decorats.
Josep Tobella, amb Benet Margarit i altres carlins, van ser els precursors del desenvolupament i auge de la Passió. L'any 1933 la Companyia Teatral del Centre Tradicionalista local es va fer càrrec de les representacions al Teatre Olesa, millorant-ne el vestuari, decorats, luminotècnia, presentació, etc. Aquell any Joan Povill i Adserà s'afegí a la direcció de la Passió del Teatre Olesa al seu costat, i va començar a reformular escenes de la Passió. El 1934 Tobella va fer un viatge a Oberammergau (Alemanya) per tal d'estudiar les representacions de la Passió en aquell poble. Bon coneixedor de l'ambient bíblic, es basà en estudis i fotografies dels llocs evangèlics i hi aplicà la seva experiència com a dibuixant i pintor, inspirant-se a més, en imatges de l'aquarel·lista escocès William Hole.
Segons el mateix Josep Tobella, l'any 1936 les representacions de la Passió al teatre Olesa es van omplir de gom a gom amb milers de forasters. Alguns milers de persones que ho van sol·licitar, no van poder veure la darrera representació el 5 d'abril, degut a l'esgotament de localitats.

### Militància tradicionalista
Tobella fou un destacat propagandista de la premsa barcelonina. Des de la dècada de 1920 col·laborava en diverses publicacions periòdices, entre elles el periòdi quinzenal jaumí de Terrassa Renovació (1928-1931), on el 1930 va reivindicar la Senyera amb motiu d'un concert de l'Orfeó Català a l'Estadi de Montjuïc i va elogiar un llibre de Pere Corominas sobre les guerres carlines.
Amb motiu de la festa de Sant Jaume, l'any 1930 participà, en representació dels jaumins d'Olesa, en una vetllada literària-musical al Círcol Tradicionalista de Terrassa en honor del pretendent Jaume de Borbó i de Borbó-Parma, i va ser un dels oradors, juntament amb el caputxí P. Pius d'Igualada, el dirigent carlí català Joan Maria Roma i el secretari polític de Don Jaume marquès de Villores. El 25 de juliol de l'any següent va concloure l'acte jaumí d'Olesa amb un discurs en què va parlar de la necessitat de desviar la joventut dels «infectes corrents del comunisme» que segons ell amenaçava enfonsar les noves generacions amb «onades d'ateisme i llot».
Durant la Segona República esdevindria col·laborador del diari tradicionalista madrileny El Siglo Futuro i a Olesa del quinzenal carlí Rubricata (1933-1935) que dirigia Benet Margarit i Font. En un míting del 8 de novembre del 1933 Josep Tobella va presentar al Teatre Olesa la candidatura «Defensa Ciutadana» per a les eleccions generals i al juny de l'any següent va portar als salons de la Joventut Tradicionalista de Barcelona una exposició de 110 pintures sobre temes de les guerres carlines i va fer una conferència sobre «art i tradició».

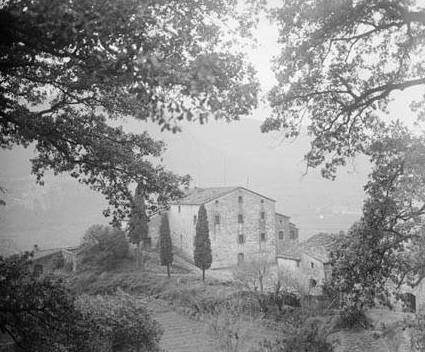
Can Tobella, en una imatge d'entre 1915 i 1930

Era cosí del propietari del «Mas Tobella», on el 9 de setembre del 1934 van ser detinguts i empresonats a la Model de Barcelona 93 carlins, per ordre de Miquel Badia, durant una concentració a Olesa de Montserrat coneguda com l'aplec de can Tobella. Tot i que Josep Tobella no va ser un dels detinguts, un any més tard explicaria amb tot detall el succés al diari El Siglo Futuro. Durant els fets d'octubre, alguns tradicionalistes olesans van ser empresonats al Círcol Tradicionalista de Barcelona, però es va mantindre la calma a Olesa. Després de la derrota de la revolta, va ser destituït l'Ajuntament d'Olesa. Tobella va informar també que s'havia dissolt el sometent de l'Esquerra i s'havia fundat l'Acció Ciutadana, de la qual formaren part diversos tradicionalistes.
Al maig del 1935 fou nomenat delegat local per a l'organització i propaganda del primer Congrés nacional de Joventuts Tradicionalistes. Com a cap de la Joventut Tradicionalista local des del juny va pronunciar una sèrie de conferències sobre la història d'Espanya. Va convocar i va fer propaganda d'un nou aplec tradicionalista a Olesa el 8 de setembre, un any després de les detencions, i d'un altre a Montserrat el 27 d'octubre, dia de la Festa de Crist Rei, que va ser suspès per les autoritats pocs dies abans. Finalment es traslladà al diumenge següent, 3 de novembre, s'hi van concentrar 40.000 homes i el cap delegat de la Comunió Tradicionalista, Manuel Fal Conde, va cridar: «si la Revolució ens vol portar a la guerra, hi haurà guerra». Amb motiu de l'aplec, Tobella va publicar diversos articles sobre la història de Montserrat a El Siglo Futuro.
El 1935 Tobella també va ser un dels autors de l'Almanac Tradicionalista de les Publicacions del Requetè de Barcelona amb Enric Sarradell Pascual, Joaquim Rosell Cid, Melcior Ferrer Dalmau, Emili Nomdedeu i d'altres. En un dels seus darrers articles a la premsa, va comentar un concert de l'Escolania de Montserrat.

### Mort
Després de l'esclat de la Guerra Civil espanyola, fou assassinat per milicians esquerrans el 26 de juliol del 1936 a la carretera de Terrassa-Martorell amb Benet Margarit i Font i quatre víctimes més, la majoria d'ells carlins. El diari La Vanguardia afirmà que els cadàvers s'havien trobat l'1 d'agost en la cruïlla amb Ullastrell. Al cap de 8 dies de l'assassinat, la Creu Roja va recollir els cossos. La seva esposa Trinitat va identificar el cadàver i després va ser enterrat a una fossa del cementiri de Terrassa.
Estava casat amb Trinitat Doll Valls, amb qui va tindre per filla Lourdes Tobella Doll. Després de la guerra, el 1939, es va formar el primer Patronat de la Passió, presidit pel seu germà, Ricard Tobella i Galceran. La neta de Josep Tobella, Mireia Cañadell i Tobella, ha estat regidora de CiU a Olesa del 2007 al 2013, i va ser delegada de Joventut i Festes.